# Hudčice
Hudčice település Csehországban, a Příbrami járásban. Hudčice Bělčice, Drahenice, Koupě, Březnice, Hvožďany és Volenice településekkel határos. Lakosainak száma 262 fő (2024. január 1.).

## Népesség
A település lakosságának változását az alábbi diagram mutatja:
| Lakosok száma | 591  | 494  | 497  | 407  | 305  | 257  | 257  | 253  | 231  | 262  |
|               | 1869 | 1900 | 1921 | 1961 | 1980 | 2011 | 2016 | 2019 | 2021 | 2024 |